# Glaphyrus rothi
Glaphyrus rothi es una especie de coleóptero de la familia Glaphyridae.

## Distribución geográfica
Habita en Palestina.